# 5:e gardesstridsvagnsarmén
5:e gardesstridsvagnsarmén var en armé i Röda armén under andra världskriget. Den bildades den 10 februari 1942.

## Slag

### Kursk
Armén tillhörde Stäppfronten som utgjorde reserven till Voronezjfronten.

#### Organisation
Arméns organisation.
- 5:e mekaniserade gardeskåren
- 29:e stridsvagnskåren

### Korsun
Armén tillhörde 2:a ukrainska fronten som utgjorde den södra skänkeln i den inledande omringningen av de två tyska armékårerna.

#### Organisation
Arméns organisation den 25 januari 1944
.
- 18:e stridsvagnskåren
- 20:e stridsvagnskåren
- 29:e stridsvagnskåren